# Szamosborhíd
Szamosborhid falu Romániában, Szatmár megyében.

## Fekvése
Szatmár megye délkeleti részén, Borválaszúttól északnyugatra, a Szamos bal partján fekvő település.

## Története
Borhíd (Szamosborhíd) a XIV. és XV. században már a meggyesi uradalomhoz tartozott, és annak sorsában osztozott.
A település neve régen Borhyda volt.
1749-ben Gáspár Sándor kapott itt részbirtokot királyi adományként.
A 18. század végén több birtokosa is volt, ekkor urai voltak: az Eötvös, gróf Károlyi, gróf Teleki és báró Vesselényi és Gáspár családok.
A 20. század elején Jéger Károly és Klein Rudolf volt nagyobb birtokosa.
A településen keresztülfolyik a Borpatak.
Az 1900-as évek elején Borovszky S. így ír a községről: "Borhid kis község a Szamos és a Borpatak mellett, 269 házzal és 1281 lakossal, kik közül 92 magyar, 1188 görög kath. oláh. Határa 2968 k.hold…Körjegyzőség, posta, távíró és vasúti állomás helyben.

## Nevezetességek
- Aloisie Tăutu Emlékház
- Görögkatolikus templom - 1881-ben épült.

## Ismert emberek
- Itt született 1919. augusztus 28-án Mikó Ervin riporter, szerkesztő.